# Hans Wigren
Hans Gustav Wigren, född 26 oktober 1940 i Umeå stadsförsamling, Västerbottens län, är en svensk skådespelare, manusförfattare och regissör.

## Biografi
Efter skådespelarutbildning vid Göteborgs stadsteaters elevskola 1960-1963 har Hans Wigren arbetat både som skådespelare och regissör vid flera av landets teatrar. Han har även undervisat och varit rektor för Statens scenskola i Stockholm. Under en period var han teaterchef för Västmanlands länsteater. Till de många teateruppsättningar där Wigren har varit delaktig, som skådespelare eller regissör, hör Peer Gynt, en sommarteater som han satte upp på en ö mitt i Skellefteälven, Figaros bröllop på Stockholms stadsteater, Sagan om kritcirkeln på Parkteatern i Sätra, Kar de Mumma-revyn på Folkan, Greven av Luxemburg på GöteborgsOperan och musikalen My Fair Lady på Östgötateatern i Norrköping-Linköping.[källa behövs]
Han har medverkat i mängder av TV-produktioner bl.a. Blå gatan, Polisen som vägrade ge upp, Mor gifter sig och Rederiet. Många minns honom som Viktor i barnprogrammen Ville, Valle och Viktor från 1970-talet.
Han är gift med skådespelaren Maria Hjalmarsson.

## Filmografi

### Roller
- 1962 – Chans
- 1964 – Käre John
- 1966 – Blå gatan (TV-serie)
- 1966 – Slut
- 1967 – Förrädare, mördare
- 1968 – Hönssoppa med korngryn
- 1968 – Lärda fruntimmer
- 1968 – I samma rum
- 1968 – Pygmalion
- 1969 – Den girige
- 1970 – Ville, Valle och Viktor upptäcker Sverige
- 1972 – Ville, Valle och Viktor och den mystiske mannen
- 1974 – Karl XII
- 1975 – Tjocka släkten (TV-serie)
- 1979 – Mor gifter sig (TV-serie)
- 1981 – Sally och friheten
- 1982 – Zoombie
- 1983 – Savannen
- 1983 – Profitörerna (TV-serie)
- 1984 – Polisen som vägrade ge upp (TV-serie)
- 1991 – Underjordens hemlighet
- 1995 – Tag ditt liv
- 1995 – Du bestämmer (TV-serie)
- 1996 – Anna Holt - polis (TV-serie)
- 1996–1997 – Rederiet (TV-serie)
- 1998 – Pip-Larssons (TV-serie)
- 2001 – Gustav III:s äktenskap
- 2005 – Halva sanningen

### Manus
- 1970 – Ville, Valle och Viktor upptäcker Sverige
- 1972 – Ville, Valle och Viktor och den mystiske mannen

## Teater

### Roller (ej komplett)
| År   | Roll                      | Produktion                                | Regi                | Teater                    |
| ---- | ------------------------- | ----------------------------------------- | ------------------- | ------------------------- |
| 1963 | Fabrizio, kypare          | Värdshusvärdinnan Carlo Goldoni           | Kåre Santesson      | Fästningsspelen i Varberg |
| 1967 | Medverkande               | Viet Rock Megan Terry                     | Sten Lonnert        | Stockholms stadsteater    |
| 1975 | Herr Tomson               | Herr von Hancken Agneta Pleijel           | Johan Bergenstråhle | Stockholms stadsteater    |
| 1976 | Valére                    | Den girige Molière                        | Yves Bureau         | Stockholms stadsteater    |
| 1977 | Joggli Bachmann, musketör | Slaget vid Lobositz Peter Hacks           | Friedo Solter       | Stockholms stadsteater    |
| 1980 | Scott                     | Terra Nova Ted Tally                      | Fred Hjelm          | Stockholms stadsteater    |
| 1980 | Greve Lande Höna 3        | Hoppla, vi lever! Ernst Toller            | Fred Hjelm          | Stockholms stadsteater    |
| 1981 | Rocco                     | Lördag, söndag, måndag Eduardo De Filippo | Andris Blekte       | Stockholms stadsteater    |
| 1982 | Freddy Avalon nr:34       | Maratondansen Horace McCoy                | Fred Hjelm          | Stockholms stadsteater    |
| 1987 | Kocken                    | Kurage och hennes barn Bertolt Brecht     | Ragnar Lyth         | Stockholms stadsteater    |
| 1992 | Doktor von Aigner         | Landet utan gräns Arthur Schnitzler       | Jan Håkanson        | Stockholms stadsteater    |
| 1996 | Moreley Ferguson          | 900 Oneonta Street David Beaird           | Gustaf Elander      | Stockholms stadsteater    |
| 2011 |                           | Bli en dåre Kia Berglund                  | Kia Berglund        | Teater Giljotin           |

### Regi (ej komplett)
| År   | Produktion                           | Upphovsmän                                                                   | Teater         |
| ---- | ------------------------------------ | ---------------------------------------------------------------------------- | -------------- |
| 2004 | Trollkarlen från Oz The Wizard of Oz | L. Frank Baum Bearbetning för scen John Kane, Översättning Sven Hugo Persson | Östgötateatern |

### Fotnoter
1. ↑  Sveriges befolkning
2000:
Wigren, Hans Gustav
(1940-10-26)
Försäkringskassan, uttag avseende 20001231 (2014)
2. 1 2 3 4  ”Hans Wigren”. Svensk Filmdatabas. http://www.sfi.se/sv/svensk-filmdatabas/Item/?type=PERSON&itemid=66489&iv=OVERVIEW. Läst 19 augusti 2012.
3. ↑  Ebbe Linde (13 juli 1963). ”Rokoko i Varberg”. Dagens Nyheter:  s. 7. https://arkivet.dn.se/tidning/1963-07-13/187/7. Läst 28 maj 2018.
4. ↑  ”Teater Giljotin”. Bli en dåre. Arkiverad från originalet den 26 juni 2015. https://web.archive.org/web/20150626104234/http://teatergiljotin.se/myportfolio/bli-en-dare-2011/. Läst 24 juni 2015.